# Cyrtodactylus pulchellus
Cyrtodactylus pulchellus es una especie de gecos de la familia Gekkonidae; ha sido redefinida por Grismer et al. en 2012.

## Distribución geográfica
Es endémica de la isla de Penang (Malasia Peninsular).